# Gela Calcio 2009-2010
Questa voce raccoglie le informazioni riguardanti il Gela Calcio nelle competizioni ufficiali della stagione 2009-2010.

## Stagione
L'annata 2009-2010 segna la 13ª partecipazione al quarto livello calcistico del campionato italiano (11ª in Serie C2 e 2ª in Lega Pro Seconda Divisione). Il 2 agosto inizia ufficialmente la nuova stagione, il club biancoazzuro esordisce per la prima volta nella sua storia in Coppa Italia, contro la Pro Patria, subendo una pesante sconfitta (4-0) che segna l'uscita immediata già al primo turno. Il 23 agosto arriva la prima uscita in campionato, contro la Juve Stabia, partita che termina con un pareggio (1-1). Il Gela tiene la testa alta collezionando nelle prime 11 giornate 8 vittorie e 3 pareggi. Alla dodicesima giornata la Cisco Roma interrompe la striscia positiva del Gela, ottenendo una vittoria in trasferta (1-2), da lì, la squadra di Provenza subirà quattro sconfitte consecutive, perdendo così, anche il primato in classifica. La stagione del Gela Calcio termina in settima posizione, con 49 punti, 13 vittorie, 10 pareggi e 11 sconfitte, piazzandosi come seconda miglior difesa del campionato. Dopo la mancata promozione sul campo, la società decide di far domanda per il ripescaggio, ottenendo, grazie alle giuste condizioni economiche/finanziarie del club, il salto di categoria in Lega Pro Prima Divisione. I biancoazzurri così ottengono la loro seconda storica promozione nel terzo livello calcistico, dopo la stagione 2004-2005.
Sono tre i giocatori che detengono il maggior numero di reti siglate durante la stagione, il centrocampista Andrea Cammarota e gli attaccanti Marco Agostinelli e Marco Vianello (5), mentre il centrocampista romano, Spartaco Memè, detiene il maggior numero di presenze (32).

## Divise e sponsor
Lo sponsor tecnico per la stagione 2009-2010 è Legea, mentre gli sponsor commerciali sono l'Eurotec e Città di Gela. La prima divisa è di colore azzurro, con due linee bianche ai bordi delle maniche; Ai lati della maglia vi sono due strisce larghe, sempre di colore bianco che si uniscono ai pantaloncini. La seconda divisa è interamente bianca, con una striscia larga di colore azzurro nella parte sinistra della maglia e, una nella parte destra dei pantaloncini.
| Casa | Trasferta |

## Rosa
| N. |                   | Ruolo | Calciatore                |
| -- | ----------------- | ----- | ------------------------- |
| -  | Italia (bandiera) | P     | Gabriele Ferla            |
| -  | Italia (bandiera) | P     | Ruben Ascia               |
| -  | Italia (bandiera) | P     | Emanuele Nordi            |
| -  | Italia (bandiera) | D     | Francesco Ambrosecchia    |
| -  | Italia (bandiera) | D     | Giuseppe Geraldi          |
| -  | Italia (bandiera) | D     | Rocco D'Aiello (capitano) |
| -  | Italia (bandiera) | D     | Bernardino Di Muro        |
| -  | Italia (bandiera) | D     | Sabatino Lordi            |
| -  | Italia (bandiera) | D     | Simone Piva               |
| -  | Italia (bandiera) | D     | Ignazio Puccio            |
| -  | Italia (bandiera) | D     | Salvatore Ricca           |
| -  | Italia (bandiera) | D     | Simone Viviano            |
| -  | Italia (bandiera) | C     | Andrea Cammarota          |
| -  | Italia (bandiera) | C     | Alberto Carraro           |
| -  | Italia (bandiera) | C     | Michel Cruciani           |
| -  | Italia (bandiera) | C     | Francesco Italiano        |
| -  | Italia (bandiera) | C     | Spartaco Memè             |
| -  | Italia (bandiera) | C     | Giuseppe Nasca            |

| N. |                      | Ruolo | Calciatore            |
| -- | -------------------- | ----- | --------------------- |
| -  | Ghana (bandiera)     | C     | Davies Opoku          |
| -  | Italia (bandiera)    | C     | Giovanni Rosamilla    |
| -  | Italia (bandiera)    | C     | Nathan Schiavon       |
| -  | Italia (bandiera)    | C     | Nazzareno Scopelliti  |
| -  | Italia (bandiera)    | C     | Claudio Zaminga       |
| -  | Italia (bandiera)    | A     | Marco Agostinelli     |
| -  | Italia (bandiera)    | A     | Luis Cristian Criniti |
| -  | Italia (bandiera)    | A     | Evangelista Cunzi     |
| -  | Argentina (bandiera) | A     | Maximiliano Estévez   |
| -  | Brasile (bandiera)   | A     | Franciel Hengemühle   |
| -  | Italia (bandiera)    | A     | Antonio La Porta      |
| -  | Italia (bandiera)    | A     | Fabio Lucioni         |
| -  | Italia (bandiera)    | A     | Massimo Manca         |
| -  | Italia (bandiera)    | A     | Roberto Pasca         |
| -  | Italia (bandiera)    | A     | Luciano Rabbeni       |
| -  | Italia (bandiera)    | A     | Marco Vianello        |
| -  | Italia (bandiera)    | A     | Luca Vigna            |

## Calciomercato

### Sessione estiva(dall'1/7 al 31/8)
| Acquisti | Acquisti           | Acquisti | Acquisti   |
| R.       | Nome               | da       | Modalità   |
| -------- | ------------------ | -------- | ---------- |
| P        | Emanuele Nordi     | Taranto  | definitivo |
| C        | Giovanni Rosamilla | Pescina  | definitivo |

| Cessioni | Cessioni       | Cessioni | Cessioni   |
| R.       | Nome           | a        | Modalità   |
| -------- | -------------- | -------- | ---------- |
| C        | Giuseppe Nasca |          | svincolato |

### Sessione invernale(dal 3/1 al 31/1)
| Acquisti | Acquisti            | Acquisti    | Acquisti   |
| R.       | Nome                | da          | Modalità   |
| -------- | ------------------- | ----------- | ---------- |
| C        | Michael Cruciani    | Pescina     | definitivo |
| C        | Simone Piva         | Pescina     | definitivo |
| A        | Franciel Hengemühle | Pescina     | definitivo |
| D        | Fabio Lucioni       | Ternana     | definitivo |
| D        | Salvatore Ricca     | Ternana     | prestito   |
| A        | Maximiliano Estévez |             | svincolato |
| A        | Antonio La Porta    | Melfi       | definitivo |
| A        | Marco Agostinelli   | Igea Virtus | definitivo |

| Cessioni | Cessioni               | Cessioni  | Cessioni   |
| R.       | Nome                   | a         | Modalità   |
| -------- | ---------------------- | --------- | ---------- |
| A        | Luca Vigna             | Cassino   | definitivo |
| A        | Massimo Manca          | Monopoli  | definitivo |
| D        | Francesco Ambrosecchia | Pro Vasto | definitivo |

## Risultati

### Lega Pro Seconda Divisione

#### Girone di andata
| Arbitro: | Penno (Nichelino) |

|              |           |              |
| Vicentin 48’ | Marcatori | 63’ Vianello |

| Arbitro: | Del Giovane (Albano Laziale) |

|                                     |           |  |
| Criniti 7’ Cunzi 25’, 52’ Manca 78’ | Marcatori |  |

| Arbitro: | Mangialardi (Pistoia) |

|                                |           |  |
| Cunzi 25’ Cammarota 76’ (rig.) | Marcatori |  |

| Arbitro: | Trentalange (Nichelino) |

|             |           |                                             |
| Priscio 72’ | Marcatori | 10’ Cunzi 16’, 30’ Criniti 85’ (rig.) Pasca |

| Arbitro: | Ferraioli (Nocera Inferiore) |

|          |           |  |
| Memè 65’ | Marcatori |  |

| Siracusa 27 settembre 2009, ore 15:00 CEST 6ª giornata | Siracusa                    | 0 – 0 referto | Gela | Stadio Scrofani Salustro\| Arbitro: \| Filippo Merchiori (Ferrara) \| |
| Arbitro:                                               | Filippo Merchiori (Ferrara) |               |      |                                                                       |

| Arbitro: | Soricaro (Barletta) |

|  |           |             |
|  | Marcatori | 33’ Geraldi |

| Arbitro: | Donati (Ravenna) |

|                      |           |  |
| Cammarota 47’ (rig.) | Marcatori |  |

| Cassino 18 ottobre 2009, ore 15:00 CEST 9ª giornata | Cassino                        | 0 – 0 referto | Gela | Stadio Gino Salveti (1000 spett.)\| Arbitro: \| Corletto (Castelfranco Veneto) \| |
| Arbitro:                                            | Corletto (Castelfranco Veneto) |               |      |                                                                                   |

| Arbitro: | Russo (Milano) |

|              |           |  |
| Vianello 38’ | Marcatori |  |

| Arbitro: | Pizzi (Saronno) |

|  |           |                              |
|  | Marcatori | 4’ (aut.) Nossa 19’ Vianello |

| Arbitro: | Tidona (Torino) |

|               |           |                           |
| Cammarota 19’ | Marcatori | 15’ Franchini 38’ Padella |

| Arbitro: | Cafari (Cassino) |

|               |           |  |
| Infantino 64’ | Marcatori |  |

| Arbitro: | Viti (Campobasso) |

|               |           |                                                  |
| Cammarota 60’ | Marcatori | 34’ Caputo 65’ Gimmelli 67’ Longoni 82’ Montella |

| Arbitro: | Di Paolo (Avezzano) |

|             |           |  |
| Omolade 29’ | Marcatori |  |

| Arbitro: | Di Francesco (Teramo) |

|                                   |           |  |
| Manca 26’ Cammarota 33’ Vigna 87’ | Marcatori |  |

| Arbitro: | Bindoni (Venezia) |

|              |           |           |
| Federici 24’ | Marcatori | 24’ Pasca |

#### Girone di ritorno
| Arbitro: | D'Alesio (Forlì) |

|  |           |                         |
|  | Marcatori | 56’ Vicentin 84’ Peluso |

| Arbitro: | De Faveri (San Donà di Piave) |

|               |           |            |
| Stelitano 53’ | Marcatori | 3’ Rabbeni |

| Arbitro: | Di Bello (Brindisi) |

|  |           |              |
|  | Marcatori | 17’ Vianello |

| Arbitro: | Barbiero (Vicenza) |

|              |           |  |
| Vianello 71’ | Marcatori |  |

| Arbitro: | Affinito (Frattamaggiore) |

|                 |           |  |
| Mastrolilli 13’ | Marcatori |  |

| Gela 14 febbraio 2010, ore 14:30 CET 23ª giornata | Gela                              | 0 – 0 referto | Siracusa | Stadio Vincenzo Presti (3000 spett.)\| Arbitro: \| Gallo (Barcellona Pozzo di Gotto) \| |
| Arbitro:                                          | Gallo (Barcellona Pozzo di Gotto) |               |          |                                                                                         |

| Arbitro: | Belutti (Trento) |

|                                   |           |                |
| Agostinelli 14’, 68’ Schiavon 66’ | Marcatori | 44’ Incoronato |

| Arbitro: | Vivenzi (Brescia) |

|           |           |  |
| Fiore 26’ | Marcatori |  |

| Arbitro: | Aloisi (Avezzano) |

|             |           |                       |
| Estévez 89’ | Marcatori | 67’ Adil 79’ Siqueira |

| Arbitro: | Aureliano (Bologna) |

|                       |           |                      |
| Guazzo 1’ Chiaria 20’ | Marcatori | 46’, 58’ Agostinelli |

| Arbitro: | Berger (Rovigo) |

|  |           |            |
|  | Marcatori | 57’ Barros |

| Roma 3 aprile 2010, ore 15:00 CET 29ª giornata | Cisco Roma         | 0 – 0 referto | Gela | Stadio Flaminio (500 spett.)\| Arbitro: \| Ceccarelli (Terni) \| |
| Arbitro:                                       | Ceccarelli (Terni) |               |      |                                                                  |

| Gela 11 aprile 2010, ore 15:00 CET 30ª giornata | Gela             | 0 – 0 referto | Barletta | Stadio Vincenzo Presti (1500 spett.)\| Arbitro: \| Carbone (Napoli) \| |
| Arbitro:                                        | Carbone (Napoli) |               |          |                                                                        |

| Arbitro: | Colasanti (Siena) |

|                                 |           |  |
| Mosciaro 21’ (rig.) Longoni 70’ | Marcatori |  |

| Arbitro: | Gavillucci (Latina) |

|                     |           |              |
| La Porta 64’ (rig.) | Marcatori | 54’ Di Mauro |

| Arbitro: | Zivelli (Torre Annunziata) |

|             |           |  |
| Lorusso 48’ | Marcatori |  |

| Arbitro: | Grossi |

|              |           |  |
| Cruciani 55’ | Marcatori |  |

### Coppa Italia

#### Primo turno
| Arbitro: | Vivenzi (Brescia) |

|                                            |           |  |
| Sarno 16’ Pacilli 52’ Ripa 63’, 81’ (rig.) | Marcatori |  |

### Coppa Italia Lega Pro

#### Primo turno
| Arbitro: | Quartarone (Messina) |

|                                 |                      |                                            |
| Di Muro Viviano Carraro Criniti | Tiri di rigore 2 – 4 | Vanacore Giannusa Nappello Smith De Cesare |

## Statistiche
Statistiche aggiornate al 21 settembre 2015.

### Statistiche squadra
| Competizione               | Punti | In casa | In casa | In casa | In casa | In casa | In casa | In trasferta | In trasferta | In trasferta | In trasferta | In trasferta | In trasferta | Totale | Totale | Totale | Totale | Totale | Totale | DR |
| Competizione               | Punti | G       | V       | N       | P       | Gf      | Gs      | G            | V            | N            | P            | Gf           | Gs           | G      | V      | N      | P      | Gf     | Gs     | DR |
| -------------------------- | ----- | ------- | ------- | ------- | ------- | ------- | ------- | ------------ | ------------ | ------------ | ------------ | ------------ | ------------ | ------ | ------ | ------ | ------ | ------ | ------ | -- |
| Lega Pro Seconda Divisione | 49    | 17      | 9       | 3       | 5       | 21      | 13      | 17           | 4            | 7            | 6            | 13           | 13           | 34     | 13     | 10     | 11     | 34     | 26     | +8 |
| Coppa Italia               | 0     | 0       | 0       | 0       | 0       | 0       | 0       | 1            | 0            | 0            | 1            | 0            | 4            | 1      | 0      | 0      | 1      | 0      | 4      | -4 |
| Coppa Italia Lega Pro      | 0     | 1       | 0       | 0       | 1       | 0       | 0       | 0            | 0            | 0            | 0            | 0            | 0            | 1      | 0      | 0      | 1      | 0      | 0      | 0  |
| Totale                     | -     | 18      | 9       | 3       | 6       | 21      | 13      | 18           | 4            | 7            | 7            | 13           | 17           | 36     | 13     | 10     | 13     | 34     | 30     | +4 |

### Andamento in campionato
| Giornata  | 1 | 2 | 3 | 4 | 5 | 6 | 7 | 8 | 9 | 10 | 11 | 12 | 13 | 14 | 15 | 16 | 17 | 18 | 19 | 20 | 21 | 22 | 23 | 24 | 25 | 26 | 27 | 28 | 29 | 30 | 31 | 32 | 33 | 34 |
| --------- | - | - | - | - | - | - | - | - | - | -- | -- | -- | -- | -- | -- | -- | -- | -- | -- | -- | -- | -- | -- | -- | -- | -- | -- | -- | -- | -- | -- | -- | -- | -- |
| Luogo     | T | C | C | T | C | T | T | C | T | C  | T  | C  | T  | C  | T  | C  | T  | C  | T  | T  | C  | T  | C  | C  | T  | C  | T  | C  | T  | C  | T  | C  | T  | C  |
| Risultato | N | V | V | V | V | N | V | V | N | V  | V  | P  | P  | P  | P  | V  | N  | P  | N  | V  | V  | P  | N  | V  | P  | P  | N  | P  | N  | N  | P  | N  | P  | V  |
| Posizione | 7 | 2 | 2 | 1 | 1 | 1 | 1 | 1 | 2 | 1  | 1  | 1  | 2  | 3  | 4  | 4  | 4  | 4  | 4  | 4  | 4  | 4  | 4  | 4  | 4  | 5  | 5  | 8  | 8  | 8  | 8  | 8  | 8  | 7  |

Legenda:

Luogo: C = Casa; T = Trasferta. Risultato: V = Vittoria; N = Pareggio; P = Sconfitta.

### Statistiche giocatori
Sono in corsivo i calciatori che hanno lasciato la società a stagione in corso.
| Giocatore       | Lega Pro Seconda Divisione | Lega Pro Seconda Divisione | Coppa Italia | Coppa Italia | Coppa Italia Lega Pro | Coppa Italia Lega Pro | Totale   | Totale |
| Giocatore       | Presenze                   | Reti                       | Presenze     | Reti         | Presenze              | Reti                  | Presenze | Reti   |
| --------------- | -------------------------- | -------------------------- | ------------ | ------------ | --------------------- | --------------------- | -------- | ------ |
| G. Ferla        | 4                          | 0                          | 1            | -4           | 1                     | 0                     | 6        | -4     |
| R. Ascia        | 1                          | -1                         | 0            | 0            | 0                     | 0                     | 1        | -1     |
| E. Nordi        | 29                         | -26                        | 0            | 0            | 0                     | 0                     | 29       | -26    |
| F. Ambrosecchia | 6                          | 0                          | 1            | 0            | 1                     | 0                     | 8        | 0      |
| G. Geraldi      | 23                         | 1                          | 0            | 0            | 0                     | 0                     | 23       | 1      |
| R. D'Aiello     | 18                         | 0                          | 1            | 0            | 0                     | 0                     | 19       | 0      |
| B. Di Muro      | 14                         | 0                          | 0            | 0            | 1                     | 0                     | 15       | 0      |
| S. Lordi        | 3                          | 0                          | 0            | 0            | 0                     | 0                     | 3        | 0      |
| S. Piva         | 9                          | 0                          | 0            | 0            | 0                     | 0                     | 9        | 0      |
| I. Puccio       | 1                          | 0                          | 1            | 0            | 1                     | 0                     | 3        | 0      |
| S. Ricca        | 8                          | 0                          | 0            | 0            | 0                     | 0                     | 8        | 0      |
| S. Viviano      | 3                          | 0                          | 0            | 0            | 1                     | 0                     | 4        | 0      |
| A. Cammarota    | 29                         | 5                          | 0            | 0            | 0                     | 0                     | 29       | 5      |
| A. Carraro      | 11                         | 0                          | 0            | 0            | 1                     | 0                     | 12       | 0      |
| M. Cruciani     | 11                         | 1                          | 0            | 0            | 0                     | 0                     | 11       | 1      |
| L. Italiano     | 1                          | 0                          | 0            | 0            | 1                     | 0                     | 2        | 0      |
| S. Memè         | 32                         | 1                          | 0            | 0            | 0                     | 0                     | 32       | 1      |
| G. Nasca        | 0                          | 0                          | 0            | 0            | 1                     | 0                     | 1        | 0      |
| D. Opoku        | 1                          | 0                          | 0            | 0            | 0                     | 0                     | 1        | 0      |
| G. Rosamilla    | 19                         | 0                          | 0            | 0            | 0                     | 0                     | 19       | 0      |
| N. Schiavon     | 29                         | 1                          | 1            | 0            | 0                     | 0                     | 30       | 1      |
| N. Scopelleti   | 26                         | 0                          | 0            | 0            | 1                     | 0                     | 27       | 0      |
| C. Zaminga      | 26                         | 0                          | 0            | 0            | 0                     | 0                     | 26       | 0      |
| M. Agostinelli  | 14                         | 5                          | 0            | 0            | 0                     | 0                     | 14       | 5      |
| L. Criniti      | 19                         | 3                          | 0            | 0            | 1                     | 0                     | 20       | 3      |
| E. Cunzi        | 9                          | 4                          | 0            | 0            | 0                     | 0                     | 9        | 4      |
| M. Estévez      | 3                          | 1                          | 0            | 0            | 0                     | 0                     | 3        | 1      |
| F. Hengeühle    | 11                         | 0                          | 0            | 0            | 0                     | 0                     | 11       | 0      |
| A. La Porta     | 15                         | 4                          | 0            | 0            | 0                     | 0                     | 15       | 4      |
| F. Lucioni      | 16                         | 0                          | 0            | 0            | 0                     | 0                     | 16       | 0      |
| M. Manca        | 12                         | 2                          | 0            | 0            | 1                     | 0                     | 13       | 2      |
| R. Pasca        | 17                         | 2                          | 1            | 0            | 0                     | 0                     | 18       | 2      |
| L. Rabbeni      | 10                         | 1                          | 0            | 0            | 1                     | 0                     | 11       | 1      |
| M. Vianello     | 22                         | 5                          | 0            | 0            | 1                     | 0                     | 23       | 5      |
| L. Vigna        | 10                         | 1                          | 0            | 0            | 0                     | 0                     | 10       | 1      |